# Naomi Klein

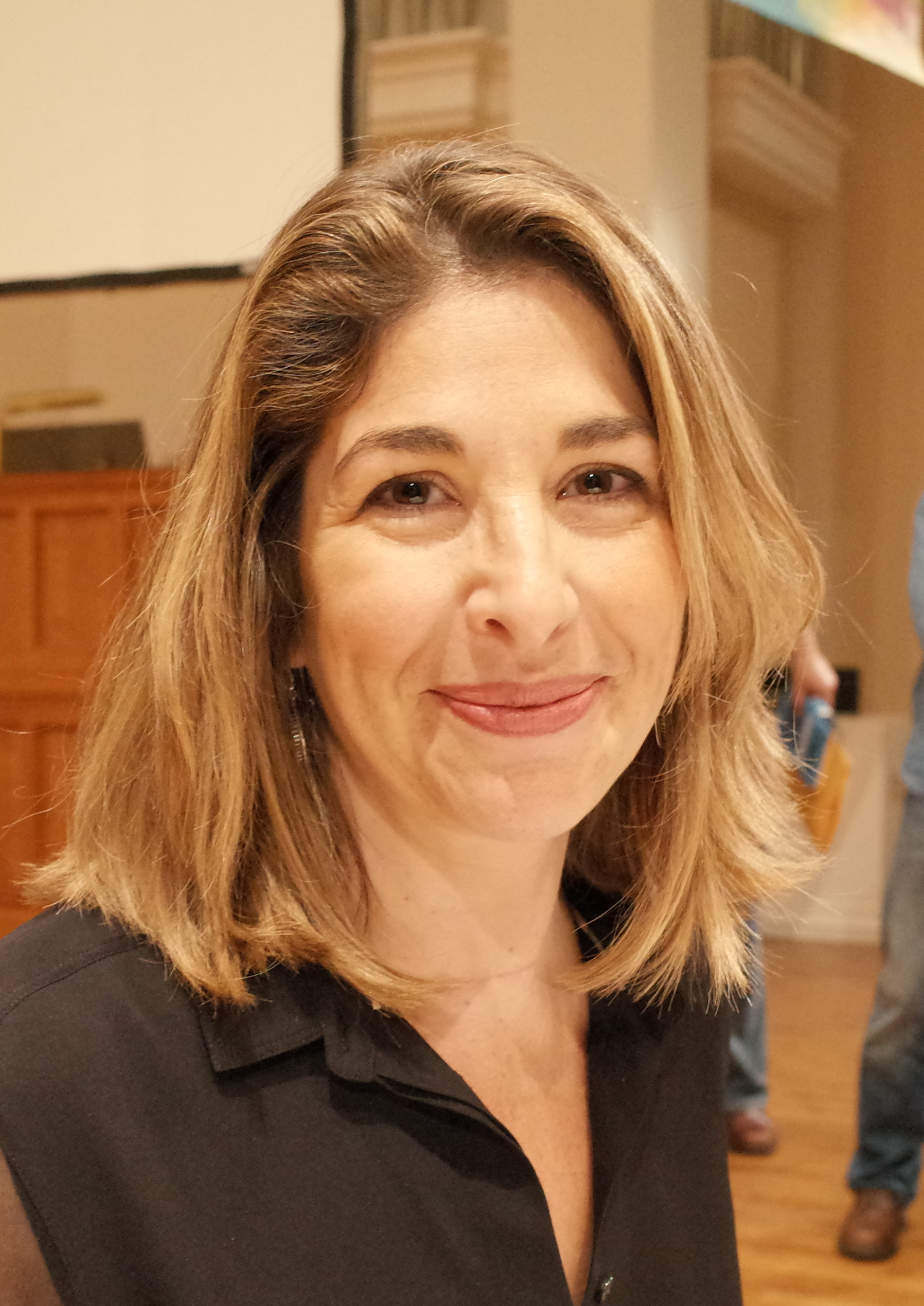
Naomi Klein (2014)

Naomi Klein (* 8. Mai 1970 in Montreal) ist eine kanadische Journalistin, Kapitalismuskritikerin, Globalisierungskritikerin und politische Aktivistin.

## Biografie

### Familie

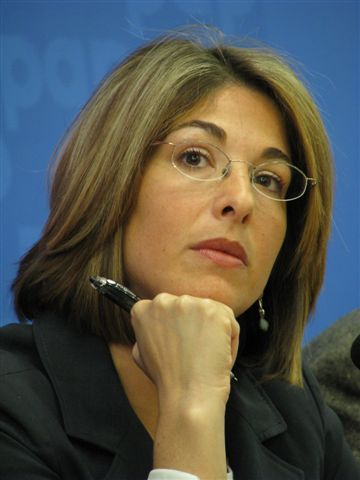
Naomi Klein (2008)

Naomi Klein ist die Tochter der Dokumentarfilmerin Bonnie Sherr Klein und des Arztes Michael Klein, die als Gegner des Vietnamkrieges 1967 aus den USA nach Montreal, Kanada, ausgewandert waren. Seit 2011 besitzt Klein auch die US-amerikanische Staatsangehörigkeit, auf die sie aufgrund der Herkunft ihrer Eltern Anspruch hatte.
Ihre Großeltern väterlicherseits waren amerikanische Kommunisten, die sich nach dem Hitler-Stalin-Pakt von der Sowjetunion abzuwenden begannen. Kleins Großvater Phil Klein verlor seinen Posten als Trickfilmer bei Walt Disney, nachdem er 1941 den ersten Streik der Animatoren bei Disney mitorganisiert hatte, und arbeitete danach auf einer Schiffswerft. Kleins Bruder Seth leitet ein Zentrum für alternative Politik in British Columbia.
Naomi Klein ist säkulare Jüdin. Sie ist mit dem kanadischen Fernsehjournalisten und Dokumentarfilmer Avi Lewis verheiratet, der ebenfalls aus einer linken, politisch engagierten jüdischen Familie kommt. Seine Mutter Michele Landsberg ist eine bekannte kanadische feministische Journalistin, sein Vater ist der Politiker und Diplomat Stephen Henry Lewis, dessen Vater David Lewis einer der Mitbegründer der kanadischen New Democratic Party war und dessen Großvater, Moishe Lewis geb. Losz, als Aktivist des Jüdischen Bunds 1921 aus Osteuropa nach Kanada ausgewandert war. Klein und ihr Mann, mit dem sie einen 2012 geborenen Sohn hat, leben in Toronto.

### Jugend und Ausbildung
In einem Interview mit der britischen Tageszeitung The Guardian berichtete Klein, dass sie in ihrer Kindheit und Jugend vom Konsum und Markenprodukten bekannter Designer Labels fasziniert war. Es war ihr unangenehm, eine in der Öffentlichkeit als Feministin bekannte Mutter zu haben, besonders nachdem deren Antipornographiefilm This Is Not A Love Story veröffentlicht worden war. Ihre Konsumbezogenheit und Eitelkeit habe sich auf ein vernünftiges Maß reduziert, nachdem sie begann, sich für andere Dinge zu interessieren.
Klein wollte ein Studium der Anglistik und Philosophie an der Universität von Toronto beginnen, als ihre Mutter einen schweren Schlaganfall erlitt. Sie schob das Studium auf, um gemeinsam mit ihrem Vater und Bruder die Mutter zu pflegen. Als sie 1989 an die Universität zurückkehrte, ereignete sich der Amoklauf an der Polytechnischen Hochschule Montréal, bei dem Marc Lépine vermutlich aus Hass auf Feministinnen vierzehn Frauen ermordete und weitere dreizehn Menschen verletzte, bevor er sich selbst umbrachte. Dieses Ereignis habe alle Studentinnen stark politisiert und es war selbstverständlich, dass man sich danach als Feministin bezeichnete, sagte Klein.
An der Universität begann Klein, für die Studentenzeitung The Varsity zu schreiben, und wurde ihre Chefredakteurin. Nach drei Jahren brach sie ihr Studium ab, um ein Volontariat bei der kanadischen Tageszeitung The Globe and Mail in Toronto anzutreten, und ging danach als Redakteurin zur kleinen alternativen politischen Zeitschrift This Magazine, die der New Yorker als „die kanadische Entsprechung des US-amerikanischen Magazins The Nation“ bezeichnete.
Nach etwas mehr als einem Jahr beschloss sie 1996, ihr Studium fortzusetzen, und fand, dass sich an der Universität einiges verändert hatte und die Studenten weniger an Identitäts- als an Wirtschaftsfragen interessiert waren. Klein verließ die Universität und begann, ein Buch über die Markenartikel-Kultur zu schreiben.

## Publizistische Tätigkeit
Naomi Klein veröffentlichte mehrere Bücher und arbeitet als freie Journalistin. Sie schreibt eine Kolumne für das US-Magazin The Nation und für die britische Tageszeitung The Guardian. Ihre Artikel werden unter anderem auch im Harper’s Magazine, The Globe and Mail und in der New York Times – in deutscher Übersetzung zum Teil auch in der Frankfurter Rundschau – publiziert. Seit 2017 arbeitet sie als Korrespondentin für die publizistische Webseite The Intercept. Mit Mehdi Hasan veröffentlicht Klein seit 2024 das regelmäßige Videoformat Unshocked bei Zeteo.

### No Logo
Kleins erstes Buch No Logo erschien im Jahr 2000 kurz nach den Protesten von Globalisierungskritikern gegen das Treffen der WTO in Seattle im Dezember 1999 und dokumentierte laut Gaby Wood von The Observer die Ziele der Demonstranten, bevor die Demonstrationen überhaupt stattgefunden hatten.
Klein analysiert in ihrem Buch die Globalisierung von Marken und die Entwicklung von klassischen, produzierenden Herstellerfirmen zu Lifestyle-Vermarktungsunternehmen, d. h. zu reinen Logofirmen.
Das Buch wurde mit über einer Million verkauften Exemplaren in mehr als zwanzig Sprachen weltweit ein Bestseller; von Gaby Wood wird es als „Manifest“, als „Das Kapital der wachsenden Antiglobalisierungsbewegung“ bezeichnet und Klein als „Prophetin“ gelobt, die nicht die Zukunft, aber die Gegenwart besser als andere zu sehen im Stande ist.
In einem Interview mit Claudia Riedel von der Zeit lehnte Klein derartige Darstellungen ab. Weder sei ihr Buch ein Manifest, noch sei sie die Anführerin der Antiglobalisierungsbewegung, die auch nicht zentralistisch organisiert sei und somit keine Anführer habe.

### Über Zäune und Mauern: Berichte von der Globalisierungsfront
Über Zäune und Mauern ist die 2003 erschienene deutsche Übersetzung des 2002 auf Englisch erschienenen Buches Fences and Windows: Dispatches from the Front Lines of the Globalization Debate von Naomi Klein und der Herausgeberin Debra Ann Levy. Das Buch enthält eine Sammlung der hauptsächlich in der kanadischen Zeitung The Globe and Mail, aber auch im Magazin The Nation erschienenen Artikel von Naomi Klein, ergänzt durch einige von ihr gehaltene Reden.

### Die Schock-Strategie
Ihrem 2007 erschienenen Buch Die Schock-Strategie zufolge sind Milton Friedmans Theorien, die sie als „marktradikal“ bezeichnet, grundsätzlich nach wirtschaftlichen Schocks, militärischen Niederlagen oder Naturkatastrophen dazu genutzt worden, um breite Privatisierungsmaßnahmen durchzusetzen. Nach dem exemplarischen sogenannten „Wunder von Chile“ unter Pinochet sei die Schock-Strategie auch in Margaret Thatchers Großbritannien nach dem Falklandkrieg, in der ehemaligen Sowjetunion in Russland unter Jelzin und in den Vereinigten Staaten nach dem Hurrikan Katrina sowie im Irak nach dem Einmarsch geschehen oder geplant gewesen. Nach Kleins Einschätzung tragen Friedmans Thesen, die großen Einfluss auf die Politik von IWF und Weltbank hätten, zur Verelendung und Ausbeutung in weiten Teilen der Welt bei. Klein bezeichnet sich selbst als demokratische Sozialistin und befürwortet eine gemischte Wirtschaftsform.

### Die Entscheidung: Kapitalismus vs. Klima
In ihrem Buch Die Entscheidung: Kapitalismus vs. Klima (engl. This Changes Everything: Capitalism vs. The Climate, 2014) befasst sich Klein mit dem Zusammenhang zwischen Kapitalismus und Klimawandel. Notwendige Klimaschutzmaßnahmen seien bislang nicht umgesetzt worden, da sie in fundamentalem Konflikt mit dem Ideal freier, nicht-regulierter Marktwirtschaft stünden und die elitäre Minderheit bedrohen würden, die eine Vormachtstellung in Wirtschaft, Politik und Medien haben. Unter anderem zählt sie verschiedene Beispiele von Greenwashing auf und nennt dabei unter anderem Richard Branson, der sein Versprechen, drei Milliarden Dollar für den Klimaschutz bereitzustellen, bisher nicht eingelöst habe.
Klein ist Mitunterzeichnerin eines im Dezember 2018 veröffentlichten offenen Briefes, in welchem der Politik ein Scheitern bei der Thematisierung der Klimakrise vorgeworfen wird und dazu aufgerufen wird, sich Bewegungen wie Extinction Rebellion anzuschließen und einen Konsumverzicht zu leisten.

### Wie wir alles ändern können und die Zukunft retten
In dem 2021 erschienenen Buch beschreibt sie Aktivisten im Klimakontext. Dabei lobt sie u. a. die Klimalisten, was in der taz als oberflächlich rezipiert wurde.

## Politische Positionen

### Irakkrieg
In ihrem 2004 in der amerikanischen Zeitschrift Harper’s Magazine erschienenen Artikel „Bagdad year zero: Pillaging Iraq in pursuit of a neocon utopia“ analysierte Klein die damalige Situation im Irak. Im Gegensatz zur vorherrschenden Meinung, die verfahrene Situation im Irak sei auf das Fehlen eines Plans der amerikanischen Regierung für die Zeit nach der Einnahme des Iraks zurückzuführen, vertritt Klein den Standpunkt, die Regierung Bush habe sehr wohl über einen Nachkriegsplan verfügt, der allerdings fehlgeschlagen sei.

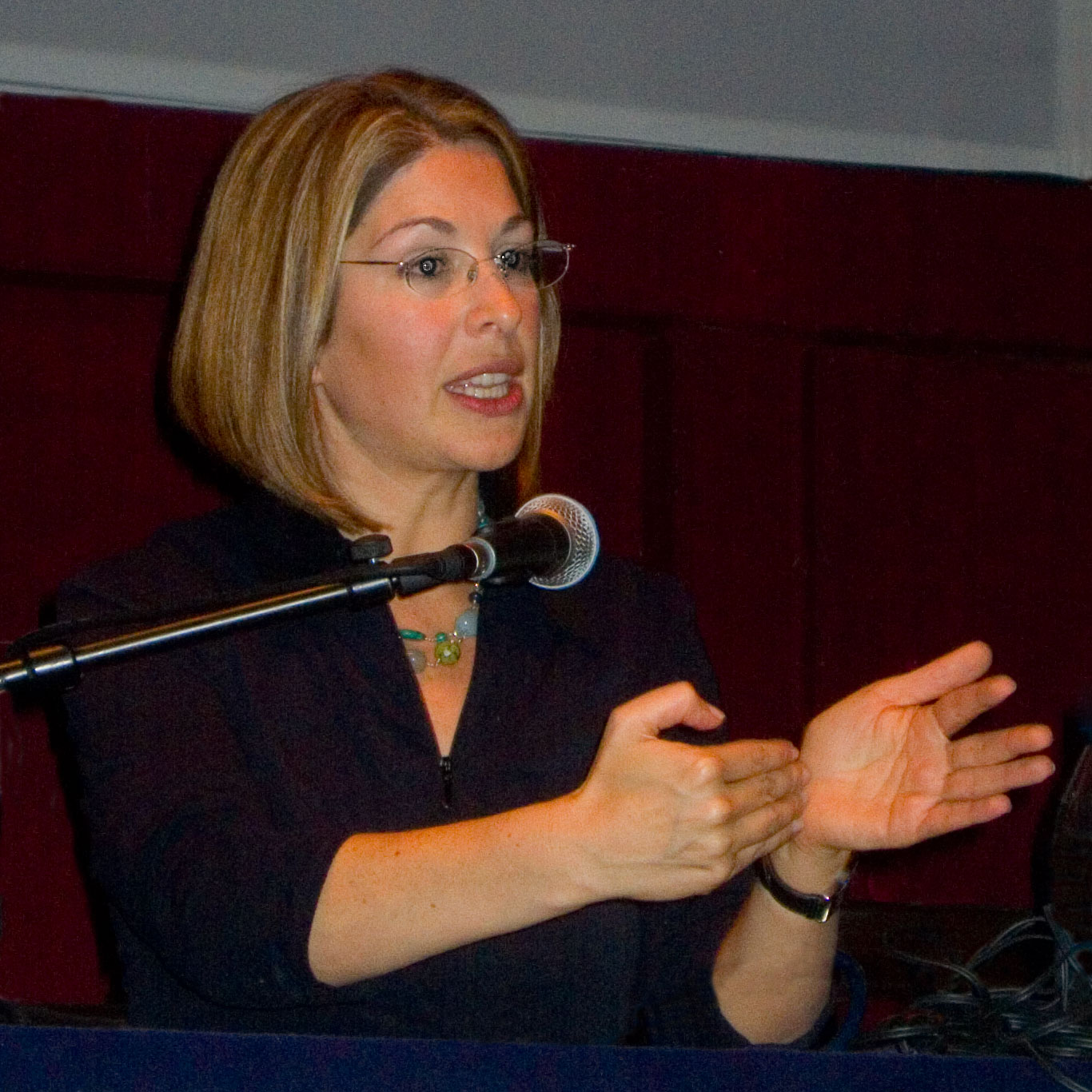
Naomi Klein bei einer Buchvorstellung in Berlin (2007)

Gemäß diesem Plan hätten die amerikanischen Neokonservativen vorgesehen, den Schock, den die militärische Niederlage im Irak erwartungsgemäß auslösen würde, zu nutzen, um eine neokonservative Utopie eines marktradikalen Systems aufzubauen. Klein argumentiert, dass gerade die Brutalität der vom amerikanischen Zivilverwalter Paul Bremer vorgesehenen, mit einer Anzahl entsprechender Verordnungen durchzusetzender Privatisierungen die Gewalt und die Aufstände der verschiedenen irakischen Gruppierungen auslöste, in deren Folge der Irak für westliche Investoren unattraktiv wurde. Die These erweiterte sie in ihrem Buch Die Schock-Strategie.

### Israel und Palästina
Als Redakteurin der Studentenzeitung The Varsity positionierte sich Klein zu Beginn der ersten Intifada, als 19-Jährige, in einem Artikel mit dem Titel Victim To Victimizer (deutsch etwa Vom Opfer zum Täter) gegen Israel wegen der zunehmenden Gewalt und Misogynie in der Gesellschaft. Sie war mit ihrer Mutter, die Dokumentarfilme machte über Frauen- und Friedensthemen, nach Israel gereist und traf Leute aus der israelischen Frauen- und Friedensbewegung. So erfuhr sie, wie die Militarisierung des Landes und die Gewalt, die sich vor allem auf Frauen auswirkten, eine Kultur der Gewalt erschaffen hatten. Israel müsse nicht nur seine Besatzungspolitik gegen die Palästinenser, sondern auch die gegen das eigene Volk, besonders gegen die Frauen, beenden. Ihr Artikel wurde scharf kritisiert und ihre Erfahrung, über Israel zu schreiben, war für sie so negativ, dass sie die nächsten elf Jahren nicht über Israel schrieb.
Im April 2002 warf sie in einer Kolumne im Globe and Mail und Guardian dem damaligen israelischen Premierminister Ariel Scharon vor, den weltweiten Antisemitismus als Waffe und Rechtfertigung für seine Politik zu missbrauchen und durch seine Handlungen Antisemitismus hervorzurufen. Globalisierungskritiker müssten die Bekämpfung des Antisemitismus deshalb wieder selbst übernehmen (reclaim).
Anlässlich des Gaza-Krieges (2008–2009) schloss sie sich der Kampagne Boycott, Divestment and Sanctions (BDS) an und rief in einem Kommentar im Guardian vom 10. Januar 2009 zum Boykott gegen Israel auf: „die beste Strategie, die zunehmend blutige Besetzung zu beenden, besteht für Israel darin, das Ziel solch einer Art globalen Bewegung zu werden, welche das Ende der Apartheid in Südafrika bewirkte“. Unabhängig davon gibt Klein weiterhin israelischen Medien, z. B. Haaretz, Interviews und veröffentlichte die hebräische und die arabische Ausgabe ihres Buches Die Schock-Strategie in einem israelischen, auf Übersetzungen arabischer Literatur ins Hebräische spezialisierten Kleinverlag, zu dessen Gunsten sie auf die Einnahmen aus dem Buch verzichtete. So boykottierte sie die israelische Wirtschaft, aber nicht die Israelis.
2019 kritisierte Klein mit über 250 Autoren, dass die Stadt Dortmund die Verleihung des Nelly-Sachs-Preises an die Schriftstellerin Kamila Shamsie wegen deren Unterstützung der BDS-Kampagne, über die die Jury nicht informiert war, widerrufen hatte. Die Jurymitglieder hatten ihre Entscheidung zurückgenommen, weil Shamsies Position im Widerspruch zu den Satzungszielen der Preisvergabe und zum Geist des Nelly-Sachs-Preises stehe.
Deutsche Journalisten wie Thomas Assheuer (Die Zeit) oder Martin Altmeyer (taz) bewerteten den Aufruf der Jüdin Naomi Klein zu Kampagnen von Boycott, Divestment and Sanctions gegen Israels Gaza-Krieg als antisemitisch. Beide verglichen in ihren Artikeln Kleins Boykottaufruf der israelischen Wirtschaft mit dem Boykott gegen jüdische Geschäfte zur Zeit des Nationalsozialismus.
Im Jahr 2024 veröffentlichte sie mit Doppelgänger. Eine Analyse unserer gestörten Gegenwart ein Buch über die Verschwörungstheoretikerin Naomi Wolf, mit der Klein selbst gelegentlich verwechselt wird.
Im Oktober 2024 gehörte Klein zu den Unterzeichnern eines Aufrufs zum Boykott israelischer Kulturinstitutionen, „die an der überwältigenden Unterdrückung der Palästinenser mitschuldig sind oder diese stillschweigend beobachtet haben“.
Im Februar 2025 wurde eine ganzseitige Anzeige in der New York Times veröffentlicht: „Trump hat die Ausweisung aller Palästinenser aus dem Gazastreifen gefordert. Jüdische Menschen sagen Nein zur ethnischen Säuberung!“ Die öffentliche Erklärung war von mehr als 350 US-amerikanischen Rabbinern unterzeichnet sowie von jüdischen Künstlern, Schriftstellern und Aktivisten, darunter Naomi Klein, Ilana Glazer, Tony Kushner, Judith Butler, Joaquin Phoenix, Rebecca Alpert und Peter Beinart.

## Veröffentlichungen
- No logo: taking aim at the brand bullies; Knopf, Canada 2000, ISBN 0-676-97130-X (Erstausgabe)[1]
  - Deutsch: No Logo!: der Kampf der Global Players um Marktmacht: ein Spiel mit vielen Verlierern und wenigen Gewinnern. Riemann, München 2001, ISBN 3-570-50018-7.
- Fences and Windows: Dispatches from the Front Lines of the Globalization Debate; editor Debra Ann Levy; Picador, New York 2002, ISBN 0-312-30799-3.
  - Deutsch: Über Zäune und Mauern: Berichte von der Globalisierungsfront; aus dem Engl.; Campus, Frankfurt am Main 2003, ISBN 3-593-37216-9.
- Baghdad year zero: Pillaging Iraq in pursuit of a neocon utopia. In: Harper’s Magazine September 2004
  - Deutsch: Bagdad im Jahr Null. Das Scheitern der neokonservativen Utopie. In: Blätter für deutsche und internationale Politik 1/2005, S. 33–54.
- The Shock Doctrine: The Rise of Disaster Capitalism; Metropolitan Books/Henry Holt, New York 2007, ISBN 978-0-8050-7983-8.
  - Deutsch: Die Schock-Strategie: Der Aufstieg des Katastrophen-Kapitalismus. S. Fischer, Frankfurt am Main 2007, ISBN 978-3-10-039611-2
- This Changes Everything: Capitalism vs. The Climate; Simon & Schuster, New York 2014, ISBN 978-1-4767-9114-2.
  - Deutsch: Die Entscheidung: Kapitalismus vs. Klima. S. Fischer, Frankfurt am Main 2015. ISBN 978-3-10-002231-8 [Inhaltsverzeichnis: https://d-nb.info/1056888415/04]
- No Is Not Enough: Resisting Trump's Shock Politics and Winning the World We Need; Haymarket Books, Chicago, IL, ISBN 1-60846-890-9
  - Deutsch: Gegen Trump. Wie es dazu kam und was wir jetzt tun müssen. Aus dem Amerikanischen von Gabriele Gockel. S. Fischer, Frankfurt am Main 2017, ISBN 978-3-10-397349-5.
- The Battle For Paradise: Puerto Rico Takes on the Disaster Capitalists; Haymarket Books, Chicago, IL. 2018. ISBN (Paperback) 978-1-608-46357-2.
- On Fire. The (Burning) Case for a Green New Deal. Simon & Schuster 2019. ISBN 978-1-9821-3573-7.
  - Deutsch: Warum nur ein Green New Deal unseren Planeten retten kann. Hoffmann und Campe, Hamburg 2019. ISBN 978-3-455-00693-3.
- mit Rebecca Steffof: How to Change Everything: A Young Human’s Guide to Protecting the Planet and Each Other. Atheneum Books for Young Readers, 2021. ISBN 978-1-5344-7452-9.
  - Deutsch: How to Change Everything. Wie wir alles ändern können und die Zukunft retten. Hoffmann und Campe, Hamburg 2021, ISBN 978-3-455-01251-4.[37]
- Doppelganger. A Trip into the Mirror World. Penguin Books, London 2023, ISBN 978-0-241-62131-8.[38][39]
  - Deutsch: Doppelgänger. Eine Analyse unserer gestörten Gegenwart. Übers. Peter Robert, Rita Seuß. Fischer, Frankfurt am Main 2024, ISBN 978-3-10-397644-1.

## Filme
- The Take – Die Übernahme. Dokumentarfilm, 2004. Regie: Avi Lewis, Drehbuch: Naomi Klein
- This Changes Everything. Dokumentarfilm, 2015. Regie: Avi Lewis, Drehbuch: Naomi Klein

## Ehrungen
Für ihr Buch No Logo: Taking Aim at the Brand Bullies gewann Naomi Klein 2000 als jüngste Gewinnerin den mit 20.000 CAN$ dotierten kanadischen National Business Book Award, der von PricewaterhouseCoopers zusammen mit der Bank of Montreal und the Globe and Mail seit 1985 jährlich vergeben wird und 2001 den vom französischen Senat mitorganisierten Prix Médiations.

Ferner war No Logo unter den fünf für den Guardian First Book Award 2000 nominierten Büchern.
Für ihren im Harper’s Magazine erschienenen Artikel „Baghdad year zero: Pillaging Iraq in pursuit of a neocon utopia“ erhielt Naomi Klein 2004 den vom Hunter College New York verliehenen James Aronson Award for Social Justice Journalism.
Der Dokumentarfilm The Take – Die Übernahme von Avi Lewis, den Naomi Klein mitproduzierte und zu dem sie das Drehbuch schrieb, erhielt 2004 den Grand Jury Prize des American Film Institute, Los Angeles in der Kategorie Dokumentarfilm.
Im Oktober 2005 stand Naomi Klein auf dem elften Platz im 2005 Global Intellectuals Poll, einer von den Magazinen „Prospect“ (GB) und „Foreign Policy“ (USA) durch eine Leserinternetumfrage ermittelten Liste der 100 wichtigsten lebenden, in der Öffentlichkeit stehenden Intellektuellen. 2014 kam sie auf Platz 13 des nun World Thinkers genannten Rankings, 2015 auf Platz 3
Im Jahr 2007 erhielt Naomi Klein den Honorary Doctor of Civil Laws der University of King’s College, Nova Scotia, Kanada.
Für ihr Buch The Shock Doctrine: The Rise of Disaster Capitalism erhielt Naomi Klein den 2009 zum ersten Mal vergebenen, mit 50.000 £ dotierten Warwick-Preis der englischen Universität Warwick.
Für die drei Kolumnen von Naomi Klein „Disowned by the Ownership Society“ vom 18. Februar 2008, „Obama, Being Called a Muslim Is Not a Smear“ vom 17. März 2008 und „Obama’s Chicago Boys“ vom 30. Juni 2008 erhielt die Herausgeberin des Magazins The Nation den National Magazine Award 2009 der American Society of Magazine Editors (ASME) in der Kategorie Kolumnen und Kommentare.
This Changes Everything: Capitalism vs. The Climate erhielt 2015 einen American Book Award.